# Wynniatt Bay
Wynniatt Bay är en vik i Kanada.   Den ligger till större delen i Northwest Territories, men en mindre del ligger i Nunavut. Den ligger i den norra delen av landet, 3 500 km nordväst om huvudstaden Ottawa.